# 宇宙刑事ギャバン
『宇宙刑事ギャバン』（うちゅうけいじギャバン）は、1982年3月5日から1983年2月25日まで、テレビ朝日系列で毎週金曜19時30分 - 20時（JST）に全44話が放送された、東映制作の特撮テレビドラマ、および作中で主人公が変身するヒーローの名称。

## 概要
「宇宙刑事シリーズ」三部作の第1弾であり、後にそれを含む「メタルヒーローシリーズ」の第1弾としても位置付けられた。スター・ウォーズシリーズや宇宙戦艦ヤマトシリーズなどが人気を博したSFブームの中で制作された本作品は、従来の特撮ヒーローとは異なる斬新なビジュアルや設定が特徴である。
この頃から、特に男の子の間でテレビ離れが始まっていた。プロデューサーの吉川進によると、ファミコンブームや塾通いによる影響が大きくかろうじてヒットした宇宙刑事シリーズも裏では悪戦苦闘な一面が多かった。
番組開始から30周年を迎えた2012年10月20日には、新作の劇場版『宇宙刑事ギャバン THE MOVIE』が公開された。

## あらすじ
地球人たちが宇宙進出の第一歩として建造したスペースコロニーが宇宙犯罪組織マクーによって襲撃された。マクーが地球征服を狙っていることを確信した銀河連邦警察のコム長官は、宇宙刑事ギャバンを派遣する。父である任務中に行方不明となった宇宙刑事ボイサーと日本人の母・一条寺 民子（）の間に生まれた宇宙混血児であるギャバンは地球では母方の旧姓をもらって一条寺 烈（）と名乗り、コム長官の一人娘ミミーやルポライターの大山小次郎のサポートを受け、マクーと戦う。ギャバンは宇宙刑事という身分を隠し、マクーから逃がした少年・陽一の縁でアバロン乗馬クラブの従業員という仮の職業を得て、マクーの企みを阻止するべく活動を開始する。
マクーは生体合体装置でダブルマンとモンスターを合体させこれまでの3倍強力なダブルモンスターを開発し、ギャバン抹殺を企む。ギャバンはコム長官の指導の下さらに訓練を積み、ダブルモンスターの弱点の分析もし、なんとか勝利する。
ドン・ホラーは、息子でマクーの行動隊長を務め他方面に派遣していたサン・ドルバと、その母親魔女キバを呼び寄せる。サン・ドルバは元宇宙刑事でマクーの幹部のハンターキラーにスパイ嫌疑を掛けて暗黒銀河に追放し、魔女キバとともにマクーの幹部としてギャバンと相対することとなる。
ギャバンは、森林パトロール隊と名乗る伊賀 電と出会うが、バファローダブラーによって重傷を負ってしまい、バード星へ搬送されることとなる。
そんな中、ギャバンはマクーに囚われていたボイサーを救出するが、星野博士が開発したレーザー増幅システムの秘密を守るため、拷問に耐え続けたことで衰弱し切っており、ギャバンたちが見守る中で息を引き取る。
魔空城へ乗り込んだギャバンは新たに現れた宇宙刑事シャリバンの応援を受け、サン・ドルバと魔女キバを倒すと、ドン・ホラーをも倒し、マクーを壊滅させる。
地球担当には伊賀電ことシャリバンが就き、ギャバンは銀河パトロール隊の隊長に昇進し、地球を離れることとなった。

## 登場人物

### 銀河連邦警察
ギャバン/一条寺 烈（）
主人公。失踪した父・ボイサーの後任として地球に派遣された宇宙刑事。

ミミー
ギャバンの上官・コム長官の娘。ギャバンの助手で彼に好意を持っている。

コム長官
銀河連邦警察の最高責任者にしてミミーの父。行方不明のボイサーに代わりギャバンを宇宙刑事に育て上げギャバンを地球地区担当として派遣した。マリーンという女性を秘書に置いている。

ボイサー
ギャバンの父。バード星人で、地球地区担当の宇宙刑事だったがマクーに拉致され、消息不明になっていた。
捜査中に友人の星野博士が開発したレーザー増幅システムの秘密を知ったため、同じ宇宙刑事でありながらマクー側に寝返っていたハンターキラーの裏切りに遭い、マクー基地に監禁されて囚われの身となって長年にわたり致死量に近い自白液を注入されるなどマクーの拷問を受けていた。実は、その秘密設計図はボイサーの手のひらに体温が下がると浮かび上がる特殊なインクで描かれていた。そのため、拷問に耐えて生き続けることで秘密を守り抜いていた。
第43話でギャバンに救出されるが、長年に及ぶ拷問の影響で肉体は限界に達していたため、息子に看取られながら息絶える。
- 演じた千葉真一は、大葉のために協力するとしてノーギャラでの出演であった。千葉は、親子役であることから髪型を当時の大葉と合わせている。撮影は千葉を優先したため、大葉の切り返しのカットは数日後に撮影されたが、大葉は代役の金田憲明に千葉に似せた眉を描き、感情移入して涙を流すシーンを演じた。

### 地球人
大山 小次郎（）
UFO専門のルポライター。宇宙刑事シリーズの登場人物を参照。

藤 豪介（）
烈の勤めるアバロン乗馬クラブのオーナー。烈からは「親父さん」と呼ばれている。2年前に死んだ息子夫婦に代わり、孫のわかばと陽一の面倒を見ているが、代理人でしかない自分に限界を感じることもある。

藤 わかば（）
豪介の孫娘で、動物好き。たびたび事件に巻き込まれる。第3話では、マクーにさらわれた先でミミーの変身を見た。

藤 陽一（）
豪介の孫でわかばの弟。烈を慕っている。事件に巻き込まれることも多く、第34話ではドクターダブラーによって記憶を消されたこともある。

星野 月子（）
第11話から登場。ボイサーの親友でプラズマエネルギー装置・ホシノ・システムを開発した星野博士の娘。宇宙刑事シリーズの登場人物を参照。

当山 茂（）
アバロン乗馬クラブで働いている青年。烈が事件でいなくなるたびに仕事が増えてしまう。

伊賀 電（）/シャリバン
日本の森林パトロール隊員（森林保護官）。バファローダブラーに襲われ瀕死の重傷を負い、ギャバンの手でバード星へ運ばれ治療を受けた後、宇宙刑事シャリバンとして地球へ帰還。ギャバンに代わり、地球地区担当となる。その他の詳細は宇宙刑事シリーズの登場人物を参照。

## ギャバンの装備・戦力

### コンバットスーツ
一条寺烈がスーツ装着コード「蒸着」指令を発することによって、地球衛星軌道上の亜空間内にいる超次元高速機ドルギランのコンピュータが作動して粒子状に分解されて瞬間的に電送されてくる特殊軽合金グラニウム製のターボプロテクター。電送されたスーツは烈の体に吹き付けられるようにスーツを再度形成していき、蒸着が完了する。この一連のプロセスは0.05秒間（1/20秒）で完了する。
銀色のメタルと黒いブラックシールドコーティングで構成されている。蒸着を完了するとハイパワークラッシャーパネルにより、全身の力がパワーアップする。胸のディメンションコントローラーにより、異次元や宇宙空間でも活動可能。頭部の電飾は人間に化けた敵も見破る獣星人センサー。
キャラクターとしてのギャバン
デザイン画ではスーツ造形を意識してヒジやヒザの関節カバーは表面のみに描かれていた。
撮影用スーツは、メッキ加工を施した超アップ用、シルバー塗装のFRP製のアップ用、軽量のアクション用の3種類が存在する。
FRP製メッキスーツは変身コールにも引用された真空蒸着メッキと呼ばれる加工技術が使われており、パーツの内部に気泡があればメッキを施す際の熱で膨らんでそこから破損してしまうため、造形的に非常に注意を要し手間の掛かるものだった。
このメッキスーツには周囲の光景が映り込むため賛否両論を呼んだが、カメラマンの瀬尾脩が「宇宙刑事なんだから何が映ったって当たり前だ」と断言し、撮影会では事なきを得た。反射への対処としてツヤ消しスプレーが吹かれる場合もあった。後に普通の銀塗装のスーツも製作され、ウレタン・ラテックス製のアクション用スーツと共に、状況によって使い分けられた。しかしアクション用スーツであっても、太陽光線や人工照明の照り返しが大きく、撮影に困難が生じたため、「魔空空間」という設定を作って、戦闘は主にそこでなされるようになった。電飾で光るその目は恐ろしさを抱かせるほど鋭く、「子供が怖がるのではないか？」との意見もあったが、村上克司は「悪に対しての怒りを燃やすヒーロー像が必要」として断行したという。結果的にこの目論見は見事に当たり、以降のシリーズでも強面のマスクデザインが多い。
変身して名乗りを上げた後に「宇宙刑事ギャバンは戦闘の際、コンバットスーツを蒸着するタイムは僅か0.05秒にすぎない。では、蒸着プロセスをもう一度見てみよう！」というナレーションとスローモーションでの演出連続写真によるポーズ描写が並び「了解！コンバットスーツ、電送シマス！」とドルギランのコンピュータが言って烈へ電送装着するシーンが挿入され、以降の宇宙刑事シリーズの基本となった。また、0.05秒で蒸着できるという設定は、「銃を発砲された次の瞬間に蒸着。飛んでくる銃弾を手で受け止める」など、変身シーンに数多くのバリエーションを持たせることが可能になった。中盤以降はマクーとの戦闘中に光に包まれて蒸着するようになった。
変身プロセスを後から見せるという描写は、大葉が考えた名乗りがシンプルで短いものであったことから、子供へのサービスとして取り入れられた。村上は時代劇『日本剣客伝』の宮本武蔵が一瞬で敵を斬り倒した後、その過程をスローモーションで見せるという演出から着想しており、『日本剣客伝』はプロデューサーの吉川進の初プロデュース作品でもあったことから採用された。この描写により変身ヒーローものにありがちな「なぜ敵は変身中にヒーローを襲わないのか」という視聴者の疑問を解消させている。また変身時に光るという描写は、大葉が『デンジマン』のころに温めていたアイデアを提案したものである。
戦闘の際には「チュウ！」という掛け声が多用される。これは「宇宙」の「宙」から取られたものである。
ジャンプする際に両手を広げたり低い姿勢での走りは、大葉のアイデアで、前者はバランスを取りやすくするため、後者は高い姿勢だと動きにムラが出るため敏捷性を見せるために取り入れられた。
後のシリーズでも『時空戦士スピルバン』までは、「専用バイク」「巨大戦用武装」「主人公が起居する母艦」などといった要素は細かい差異はあれど踏襲されており、各世界観に巧妙に組み込まれている。

#### スーツ機能・装備
いずれも内蔵されている装備と武器は戦闘力と捜査力を上げるものとなっている。
エレクトロソナー
耳に内蔵されている。メカのコントロールや通信に使う。アンテナを伸ばせば10キロ先のかすかな音も聞きわけられる。また、左右の耳は取り外してトランシーバーとしても使用できるが、こちらは未使用。

ガスセンサー
38話で使用したセンサー。胸部の化学分析装置の一つで遺留品の小さな濃度を検知して、誘拐した時刻を推定することができる。

レーザースコープ
強化ガラス製ゴーグル内部に装備されている機能。技の発動時などには発光する。赤外線、紫外線、X線などのあらゆる波長をキャッチすると同時に分析、魔空空間で姿を隠した敵も発見する。

ショックアブソーバー
関節各部に備えられた着地時の衝撃を緩和する装置。

空間移動用ブースター
脚部に備えられているジャンプ力を強化する装置。

レーザーブレード
ギャバンの主要武器である片手持ちの剣。ギャバンが掌から刃にダイナミックレーザーパワーを注入することで光の剣となる。必殺技はギャバン・ダイナミック。
映画『海賊戦隊ゴーカイジャーVS宇宙刑事ギャバン THE MOVIE』では、後輩刑事のシャイダーのようにリボン状に変化する機能を披露した。
- 劇中初期は刃渡りの短い剣で、グリップにはバード星の紋章をモチーフにしたモールドが刻まれていた。その後、撮影中に折れてしまうアクシデントがあり中盤から長剣に変わり、柄の文様は消えて単なる縞の溝になった。
- 光る時はオプチカル合成で処理するのが主流だが、中盤からリアルな光加減と合成の手間を省く関係から、特撮用蛍光灯剣が使用されるシーンが登場する。

#### 必殺技
エレクトロスプラッシュ
目を覆って視界を塞ぐ物体を閃光と共にはがす技。第18話でアオガメダブラーの鱗を目に貼られた際に使用。

ギャバンビーム
1話や7話などで使用した技。両手を電車の線路などの金属に当て、ビームを伝道させて攻撃する。

ギャバンパンチ
厚さ10cmの鋼鉄もぶち抜くパンチ。バリエーションとして第19話で使用したギャバンアッパーパンチがある。

ギャバンキック
ギャバンが得意とする飛び蹴り。ジャンプして右足で蹴り上げる。

ギャバンショック
放電攻撃。全身から放電するタイプと指先から放電するタイプがあり、前者はクモダブラーの蜘蛛の巣から脱出する際に使用し、後者は第29話での戦闘で使用した。

ギャバン・ダイナミック
大上段に構えた最大出力のレーザーブレードで相手を上から下に一刀両断に斬り裂く、ギャバン最大の必殺技。
第24話からは巨大化したダブルモンスターも倒せるほどの威力を持つようになった。後期は放つ前に前方宙返りを数回決めて破壊力を増したパワーアップバージョンになる。

ギャバンバリヤー
前方に光の壁を作って敵の攻撃を防ぐ。作中では「バリヤー」と呼称。

ギャバン・フルパワー
全エネルギーを全身に集中する。第7話で胸に受けた敵の光線を掛け声と共に跳ね返した。第23話ではマクー空間でクモダブラーの糸に拘束された時、掛け声とともに引き裂いた。

ギャラクティカクラッシュ
エネルギーを腕に集中させ、脚部のブースターで加速しながら敵の集団に突進し、強烈な肘打ちを叩き込む。第7話で使用。

シルバービーム
レーザーZビームとは違い、こちらはエネルギーを貯めずに発射する。速射性に優れるが、破壊力はやや劣る。主に左手で発射する。再生ベム怪獣程度なら一撃で倒すことができる。なお、他の宇宙刑事などと異なり、ギャバンは光線銃の類を持っておらず、ビーム発射機能はスーツに直接備わっている。

スタッチックショック
何かに操られている相手に静電気でショックを与えて正気に戻す。第10話で使用。

スパイラルキック
ギャバン特有のジャンプポーズで敵に突っ込んでいく回転跳び蹴り。ダンプカーを100mも蹴り飛ばせる。「ファイナルキック」と誤解されることもある。

ディメンションボンバー
空中から落下しながら両腕でジャンピングパンチを放ちつつ体当たりする。

凍結ビーム
目から発射。その名の通り、相手を凍らせる。戦闘で使用されたことはないが、第20話では爆発すると一瞬で地球の全生命体を死滅させる毒ガスを噴射する鬼火隕石を凍らせて鎮静化させた。

レーザーZビーム
拳や指先からダイナミックレーザーパワーの全エネルギーを放つ破壊光線。一連の動きで全エネルギーを貯めてから発射するため、速射性に劣るが、破壊力は絶大で、マクー戦闘機を一度に3機も破壊することが可能。通常は右手で発射する。初期のベム怪獣を倒す決め技。第19話ではキョウリュウダブラーにコンバットスーツを破壊され、使用不能になったことがある。破壊力の調整、多方向同時発射も可能である。
『宇宙刑事ギャバン THE MOVIE』では人質を盾にしたマクー幹部の顔面に命中させるなど、精密射撃も見せている。
- 名称は番組の企画時タイトル『宇宙刑事Z』の名残。コンバットスーツにもZの名残を彷彿する黒のラインがある。

### マシン
超次元光速機ドルギラン
ギャバンの活動拠点、移動基地となる超光速宇宙船。大気圏外に普段は待機し、大気圏や宇宙、魔空空間でも活動可能。上部が居住スペースやライドメカの格納庫を有するギラン円盤、下部が電子星獣ドルの2パーツから構成されている。
ドルは普段は首・手足・尾部を折りたたまれた形で円盤部の下に接続されている。ギラン円盤には3基のレーザー砲を装備。下部から牽引ビームを出して人を回収する。
- アダムスキー型の円盤では、シンプルすぎて『ぶんぶく茶釜』のようになってしまうため、メカニカルなデザインとなった。

電子星獣ドル
ギャバンの指令を受けるとドルギランの下半分（ドルユニット）が分離変形した、青い龍の形の巨大ロボット。それ自体が意思を持ち、ギャバンを支援する。内部にコックピットが存在するが、戦闘時は主にギャバンがドルの鼻先に立って指令を出す。
口から吐く高熱火炎ドルファイヤー、目から赤いレーザーを放つタイプと前脚からリング状レーザーを放つタイプのドルレーザーを武器とする。また、長い尾部による打撃スクリューアタックや、前脚部による打撃ドルキックにより、巨大ベム怪獣や巨大ダブルモンスターとの格闘戦も可能。
- 日本のヒーローが乗ることから、西洋のドラゴンではなく、東洋のような龍がモチーフとなった。
- 主に空中を舞う操演タイプで撮影されたが、人が中に入って演じるスーツタイプのものも製作された。

サイバリアン
ドルギランに格納されている宇宙サイドカーで、深紅のギャバン専用マシン。立ったままでの操縦、地上走行や空中飛行の他、あらゆる次元・空間への安全な突入および運用が可能。
サイドカー側の後部にあるサイバリアンレーザーとハンドル左側にあるサイバリアンロケッターを装備する。
また、堅牢な車体を生かした体当たり攻撃サイバリアンスピンも強力。リモートコントロールによる無人での走行・飛行が可能でギャバンの指令を受けると自動発進する。ギャバンはこれを使って魔空空間へ突入する。また、サイバリアンレーザースピードを使えば蒸着直後のギャバンのように光になって突進することも可能。
世間一般のサイドカーと異なり一人乗りで、いわゆる「舟」部分に「座席」は存在しないが、この「舟」部分はギャバンが魔空空間内で搭乗する際の立ち乗り用スペースとして使用される。
魔空空間へ突入する際に車両本体と「舟」部分との間がスライドして展開し内部メカニックが露出するほか、「舟」部分後部に設置されたサイバリアンレーザーがせり上がるなどの変形機構がある。
- 仮面ライダーシリーズとの差別化から二輪のバイクではないものとなった。大石一雄のデザインでは青い色だったが、ブルーバック撮影の都合から現場判断で急遽赤に変更された。青いサイバリアンは後の『宇宙刑事ギャバン THE MOVIE』で実現する。
- 撮影用プロップは、実車をベースとしてシャーシから作り起こした物。大石によると、直進安定性が悪かったという。

高次元戦闘車ギャビオン
ドルギランに格納されているギャバン専用宇宙戦車。ギャバンの指令を受け自動発進する。内部で操縦するのではなく上部装甲の上にギャバンが立って音声による指示で操作を行う。戦車だが飛行能力があり、マクー円盤との空中戦もこなす。
上下2機に分離でき、上部は飛行メカのギャビオンAメカ、下部は地上メカのギャビオンBメカとなり、二面攻撃を可能とする。ギャビオンレーザー、ギャビオンミサイル、ギャビオンロケッターなどを装備する。
地上でAメカ・Bメカが分離・合体するシーンがないため、地上に着地するシーン（特に4話など）ではBメカのみしか映っていない。
- 当初はキャタピラの付いた重そうなメカが飛行するのは変であると思い、分離した上部が空中戦を行うイメージであったが、特撮監督の矢島はそのまま飛行させていたという。

スクーパー
ギャビオンBメカ後部に格納されている地中用の小型ドリルタンク。2基のドリルで地中を掘り進む。スクーパーレーザーを装備。地底基地への攻撃、人質の救助活動などに活躍する。

## 宇宙犯罪組織マクー
全宇宙規模でその名を轟かす強大な宇宙犯罪組織。第1話ナレーションで宇宙海賊とも説明されている。獣星帝国の異名を持ち、強大な武力によって数万年に渡って数々の惑星を支配下においている。
第15話で組織発足2万6,000年の記念パーティを計画しており、宇宙警察機構より歴史は古い。魔空空間と呼ばれる宇宙の裂け目にある一種のブラックホールに浮かぶ魔空城を本拠地に惑星間で犯罪を繰り返し、人的・物的資源を独占するために暗躍する。
地軸転換装置を使い地球の地軸を操作して地球上に魔空空間を発生させたり、数々の強力な兵器を作り出したりするなど高度な科学力を持つ一方、獣星の神を祀る儀式のためにギャバンの首を供えようとするなど、宗教的な一面も見せた。
また、新たな惑星の住人をダブルマンとして取り込むことに執心しており、劇中でも複数回にわたって地球人をダブルマン化する作戦を実行した。
ドン・ホラー
全銀河の征服を企むマクーの首領である魔神で、獣星帝国の王。資料によっては科学者や彼自身も「獣星人」などと記載されているものもあるが、劇中では描写はなく、書籍『宇宙刑事大全』では「正体・前身は全く不明」とある。
鬼を思わせる姿で、怪物の口内に人面を覗かせる頭、腕は胴体から膝に乗せ支える一対、胸で腕を組む一対、唯一動かす腹からの一対の計六本を有する。魔空城の広間中心の玉座に石像のような巨体を鎮座させ、自ら立って動くことはないが、強力な超能力を持ち、伸縮自在の腕や目からの光線による攻撃を仕掛け、首を刎ねられてもその首を浮かせて攻撃できる。
基本的には冷酷だが、真面目に努力するギャバンと対照的に遊び好きの息子サン・ドルバに苛立ったり、ギャバン打倒よりも息子の教育を優先させたり、最終決戦で魔空城に乗り込んだギャバンを「良くぞここまで来た」と賞賛しつつ配下たちを下がらせての一対一の決闘で決着をつけようとしたりするなど、特に後半で情のある一面を見せた。サン・ドルバに対しては厳しい態度も取るが、最終話で裏切りの心が発覚した直後でさえ魔空空間や戦闘円盤による援護は行っており、やはり愛情は持っていたようである。
最終決戦では、サン・ドルバと魔女キバを倒して魔空城に乗り込んだギャバンと一対一で勝負を挑み、ギャバンを徹底的に追い詰めるが、一瞬の隙を突かれてしまい、額をレーザーブレードで貫かれ、直後にギャバンダイナミックを受け倒された。
- デザインは増尾隆之が担当。増尾が本作品で一番最初に描いたデザインであり、後年のインタビューではH・R・ギーガーの影響が見えると述懐している。
- ドン・ホラーの声は当初飯塚昭三が担当していたが、喉の不調を理由に第11話から渡部猛が代役を務めた。『宇宙刑事魂』以降は再び飯塚が演じている。

ホラーガール
ドン・ホラーの秘書。鳥のような顔をしており、独特の奇声を発する。基本的に人間の言葉は一切話さないが、第26話では一度だけ人語を話している。
最終話で魔空城と共に爆死。
- デザインは森野うさぎが担当。

ハンターキラー
マクーの地球侵攻指揮官であり、元宇宙刑事。左目と口、鼻だけを露出させた仮面をつけている。ボイサーの要請で地球に派遣されたが、ホシノスペースエネルギーの情報をマクーに提供し、開発者・星野博士の抹殺とボイサーの拉致に一役買った。
その後も様々な計画を立案・遂行し、ギャバンにとって厄介な敵であり続ける。しかし、魔空城に帰還したサン・ドルバと魔女キバの復帰により地位を奪われることを恐れたのと、生真面目な性格がサン・ドルバと合わず、元々非常に仲が悪かったことから、宇宙刑事の暗号を用いてキバの妖術をギャバンに警告した。だがそのことを「所詮もう用済み」としてハンターキラーを葬り去るつもりでいた魔女キバに見破られ、かまをかけられて問い詰められた末、暗に密告を認めてしまう。抵抗したものの逃げ切れず、ドン・ホラーによって暗黒銀河へ永久追放される。
その後、第42話で銀河警察のパトロール隊に発見されて保護されたものの、衰弱が激しく回復できる体力は残されていなかった。収容先の銀河警察病院の病床での尋問の末、コム長官にボイサーの居場所とX計画の存在を教えて息絶えた。
銀河連邦警察を裏切ってマクーに寝返った動機については、最後まで明かされなかった。
- デザインは板橋しゅうほう、トレスと彩色は渡部昌彦が担当。デザインは板橋の漫画『ペイルココーン』に登場するクリフォード大佐が原型となっており、装飾の一部も同作品に登場するガーホンのものを流用している。
- 朝日ソノラマ社『ファンタスティックコレクション宇宙刑事ギャバン』に掲載されている番組企画書ではハンターキラーの項目には「元宇宙刑事」の肩書きはない。

サン・ドルバ
ドン・ホラーと魔女キバの息子。武勇に長けているが、酒と女が好き。
第30話で武者修行から帰還し、それまで指揮官を務めていたハンターキラーに代わってマクーの地球侵攻指揮官に就くが、些か己の武勇を過信しすぎており、直情的。作戦時に搦め手を立案することはあまり得意ではなく、親（主にキバ）に頼りすぎる面がある。母である魔女キバも「お前がちやほやされるのはドン・ホラーの息子だから」とその将来を危ぶんでいる。第35話ではドン・ホラーと喧嘩していたこともあった。
最終決戦で鬼首島の総本部基地を陥とされて後がなくなり、度重なる失敗もあってとうとう親子の縁を切られてしまう。苦し紛れの策としてキバに入れ知恵され、魔空城をドルギランと接触させる提言をする。これはドン・ホラーとギャバンを戦わせ相討ちにさせた後にマクーを乗っ取ろうという腹で、キバと共にこっそり逃亡し高みの見物を決め込もうとしたが簡単に見破られ失敗。ギャバンを倒す以外に生きる道を絶たれ、追い詰められた状況で必死に戦うが銀河連邦警察が援軍として派遣したシャリバンの介入で形勢逆転され、最期はレーザーブレードの投擲を受けて負傷したキバを庇おうとしたところにギャバン・ダイナミックを叩き込まれ、死亡した。
- デザインは野口竜が担当。

魔女キバ
第30話から登場したサン・ドルバの母親。サン・ドルバの杖の先端のドクロ型の部分に潜む強力な妖術使い。悪知恵が働き、幾度も息子の作戦をフォローする。
サン・ドルバを溺愛しており親馬鹿な発言も多いが、息子からは「キバ」と呼び捨てにされたり「おばば」と呼ばれたりと、あまり母親らしく接してもらえていない。また、サン・ドルバの父であるドン・ホラーとの関係も不明瞭であり、劇中では伴侶らしい扱いを一切されなかったが、妻と紹介する文献もある。
最終決戦の際に母を庇おうとした息子諸共ギャバンに倒される。
- デザインは野口竜が担当。
- 演者の三谷は男性であるが、設定としては女性である。

### 戦闘構成員
獣星人ダブルマン
マクーが制圧してきた惑星に生息していた宇宙人が改造を受けた姿。そのスタイルや顔は種族によって異なる。
人間の姿で社会に潜伏し、作戦活動を実行・補佐する。社会的地位が高い者、各所にコネの利く者の姿を取ることが多い。
ダブルマンは数種類の姿のものが存在するが、劇中では全て「ダブルマン」としか呼称されていない。全部で8惑星のダブルマンが存在しているが、アンタレス星のダブルマンは未登場。ゾンビ星のダブルマンは劇中で多数登場しており、強化型と思われる個体も複数登場している。また、第6話では地球人の子供をダブルマンに改造する目的の作戦が行われた。
- デザインは増尾隆之が担当。ゾンビは脳が露出したメタルナミュータントのようなイメージと指示を受け、知的なSFキャラクターと想定していたが、実際には格闘系のキャラクターとして描写されることが多かった。

ダブルガール
女性の獣星人。
人間の女性に化け、スパイ活動や作戦の補佐を行う。また、手裏剣を武器にギャバンと戦うこともあるが、戦闘能力は低い。
姿の異なるミツバチダブラー配下の者、サン・ドルバの歓迎式で接待・踊り子を務めた人間姿の者も登場する。
- デザイナーは不明。

ベム怪獣
マクーが制圧してきた星に生息していた進化したエイリアンモンスター。名前の最後に「モンスター」と付き、凶暴で知性が低いため、言葉を全く話さない。巨大化可能の者も存在した。
- デザインのほとんどを担当した増尾は、当初は従来の怪人のイメージからの脱却を目指し、人が入っていることを意識させないものや、『スター・ウォーズ』に登場する宇宙人などをイメージして描いていたが、次第にモチーフのわかりやすいものや人型で造形できるものを要望されるようになったと述懐している。

ダブルモンスター
香月教授を脅迫して完成させた生体合体装置を用いて、ダブルマンとベム怪獣を合体させたモンスター。
ベム怪獣のパワーとダブルマンの知性を合わせ持ち、ベム怪獣の3倍の戦闘力を持つ。名前の最後に「ダブラー」と付く。第13話から登場。
生体合体装置を使用せずに誕生した例や、ダブルガールと合体させた例もごく僅かながら存在する。ミツバチダブラーなど巨大化可能な者もいたが、回を追うごとに一切しなくなり、その代わりマクー戦闘機に乗って空から攻撃を仕掛けるようになる。
多くは人間体を持ち、医師や社会的影響力の大きい人間、各界に出入りできる人間の姿を取る。知能は高く、アオガメダブラーのように科学者としての能力を持っている者、アオガメダブラー、ケラダブラーのように必殺技も持っている者もいるが、カマダブラーのように見るからに知能の低そうな人間体に変身した個体も存在した。物語後半以降は言葉を話さない怪人体も登場した。
- 第3クールまでは、動物モチーフのものが多かったが、それ以降は事象や機能をモチーフとしたものが多くなっていった。デザインのほとんどを担当した増尾は、どうしてそうなったのかは定かではないが、増尾自身は好きに描いたものが多かったと述べている。

兵士クラッシャー
マクーの戦闘員。黒い革ジャンパーを身に纏い、ナイフとビームガンを武器とする。
人間に変身する能力を持ち、人型宇宙人であるミミーに化けた個体も存在する。変身中でも強いショックを受けると元の姿に戻ってしまい、ダメージが強烈であった場合などはそのまま死亡することもある。第35話では通常と異なる顔のクラッシャーが登場している。
第15話から第30話では、地球の気候に合わせて夏服の革ベストを着用した。
- デザイナーは不明。

### マクーのメカニック
魔空城
異次元に浮かぶマクーの本拠地。ボスのドン・ホラーが構えている。内部にあるマクー窟では複数のベム怪獣たちを飼育している。
- デザインは赤坂哲朗が担当。デザインイメージはナマコ。デザイン画では表面のモールドが細かく、電飾が多かったが、そのまま立体にはできなかったため、電飾をかなり潰したという。
- 最終話の魔空城陥落のシーンでは、ミニチュアセットに実際に火を着けて燃やし、手前に迫り来る迫力あるカットを見せた。

マクー戦闘円盤
異次元、通常空間の強襲宇宙円盤。クラッシャーが主に搭乗し、戦闘母艦や地上基地から3機編隊で発進する。
- デザインは赤坂哲朗が担当。デザインイメージはエイやカブトガニ。翼があると宇宙空間を飛べないことから、垂直尾翼を付けずに平べったい横長のフォルムにし、宇宙空間に漂う陽子を機体下部にある吸気口から取り込んで、推進力に変換して飛行するイメージとなっている。

マクー戦闘母艦
魔空城の一部が分離した宇宙戦闘母艦。戦闘円盤を格納する宇宙戦艦。
直接戦闘の頻度は少なく、最終話まで一度も撃沈されなかった。
- デザインは赤坂哲朗が担当。デザインイメージはウミウシ。

## 用語
魔空空間（）
マクーが地軸転換装置を作動することで創りだす、亜空間（一種のブラックホール）。マクーは、ダブルマンやベム怪獣の能力を魔空エネルギーによって地上の3倍に増幅させる魔空空間へ相手を引きずり込むことで、1対1での戦闘をより有利に展開しようとする。
それに対してギャバンは、一人乗りマシンであるサイバリアンに騎乗し、あえて魔空空間で戦うことで、実世界の破壊と被害を最小限にとどめている。
地軸転換装置の作動はドン・ホラーの秘書であるホラーガールとクラッシャーが担当し、ホラーガールの怪しい踊りと呪文とともにハンドルを回し、クラッシャーたちが装置を操作している。
第35話では自分の力だけでギャバンと戦うと大見得を切って出撃したザン・ドルバからの魔空空間要請をドン・ホラーが拒否したため、通常空間のみで戦闘が行われた。
- この設定は、ギャバンのスーツが銀色塗装のため、太陽光や照明の照り返しが大きく、明るい場所での撮影が困難になったという、制作側の事情によって作られたものである。魔空空間の導入理由は「爆発可能なロケ地が少なくなったため」や「街中から造成地への移動を不自然に見せないため」に設定されたと言われることもあるが、プロデューサーの吉川は屋外での撮影が難しいという問題を解消するのが第一目的であったとしている。企画者104の横田誠は、魔空空間の合成はカメラマンの瀬尾脩とアクション監督の金田治の息があっていた神業であると評している。

生体合体装置（）
マクーが香月教授を脅し、彼の作った生体電送装置を応用させて作らせた装置。生物を元素に分解し、その状態で別の生物の元素を組み合わせて再構成して新しい生物を作り出す。これによりダブルモンスターが製造される。

ホシノスペースカノン
マクーが切り札として建造していた最終兵器。星野博士が発明したホシノシステムの原理の応用によって、惑星を壊滅させる破壊力、光年単位で離れた目標を攻撃できる有効射程と攻撃精度を兼ね備えている。
作品終盤時点で90%まで完成した要塞設置型が鬼首島で建造されていたが、エネルギー増幅装置の設置を待たずに43話でギャバンに破壊された。
後に小型化された艦載タイプが「プラズマカノン」として銀河連邦警察で採用されている。

## キャスト
- 一条寺烈 / ギャバン - 大葉健二
- ミミー - 叶和貴子
- コム長官 - 西沢利明
- マリーン - 名代杏子
- 大山小次郎 - 鈴木正幸
- 当山茂 - 加瀬慎一
- 星野月子 - 立花愛子
- 藤わかば - 中島早苗
- 藤陽一 - 藤原進
- ハンターキラー - 飯田道郎
- サン・ドルバ - 西田健
- 魔女キバ - 三谷昇
- ドン・ホラーの声 - 飯塚昭三（第1話- 第10話）、渡部猛（第11話- 第44話）
- ダブルガール - 尾曳伊都子、東まり子、平瀬りえ、阿知波悟美、山口ひろみ、五十嵐美鈴
- ホラーガールの声：太地琴恵
- ナレーター - 政宗一成
- 豪介 - 多々良純

### ゲスト
- 杉本哲也 / 塚原哲 - 長沢大（第9話）
- 塚原奈々恵 - 石井亜希子（第9話）
- 一条寺民子 - 久保田民絵（第11話）
- 星野博士 - 柄沢英二（第11話）
- 幼少期の烈 - 石関賢太郎（第11・43話）
- 林真 - 斉藤雅晴（第12話）
- 真の父 - 川島一平（第12話）
- 香月教授 - 西本裕行（第13話）
- 森山千代 - 神田亜矢子（第15話）
- 千代の母 - 中真千子（第15話）
- 雨宮三郎 / ベン - 川崎直也（第16話）
- かすみ - 木村有里（第16話）
- 看護婦（ダブルガール人間態） - 阿知波悟美（第20話）
- 速水力也 / 怪盗X - 倉地雄平（第22話）
- 速水美知子 - 吉川理恵子（第22話）
- 恵子 - 日夏万鯉子（第23話）
- 坂田明 - 深見博（第26話）
- 双葉ケ丘小学校女教師 - 呉恵美子（第27話）
- モニカ - 吉岡ひとみ、飯田テル子（第28話）
- 引田天功（二代目） - 二代目・引田天功（第29話）
- アラン - 宮内洋（第30・31話）
- リン王女 - ポーラ・エドワーズ（第31話）
- ワーラ - 潮健児（第31話）
- 石川友子 - 村上里佳子（第33話）
- 岩井支配人 - 水村泰三（第34話）
- わかば・陽一の父親 - 五代俊介（第34話）
- わかば・陽一の母親 - 松山薫（第34話）
- 河原で野球をする父親 - 檀喧太（第34話）
- 河原で野球をする母親 - 太地琴恵（第34話）
- 映画監督 - 栗原敏（第36話）
- リララ姫 - 森田理恵（第37話）
- ジッタン - 林孝一（第37話）
- 神父 - 松本朝夫（第37話）
- 直子先生 - 山本容子（第38話）
- 警官 - 垂水藤太（第38話）
- 山口ツトム - 坂詰貴之（第39話）
- 清水博士 - 小笠原弘（第40話）
- 佐々木史郎 - 田辺潤（第40話）
- 伊賀電 / シャリバン（最終話のみ） - 渡洋史（第42・44話）
- ボイサー - 千葉真一 （第42・43話）※特別出演

### スーツアクター
ギャバンのスーツアクターは、アクション用とアップ用でそれぞれ専属のアクターが務めている。アクションを担当した村上潤は、決めポーズを大きく見せるため大柄な山口仁がアップ用に起用されたと証言している。また、村上が後年にアクション監督の金田治に自身を起用した理由を訪ねたところ、『メガロマン』で単独ヒーローを演じた経験があったからだと告げられたという。
- ギャバン（アクション）[出典 4] - 村上潤
- ギャバン（アップ）[53][14] - 山口仁
- ギャバン（アップ）[14] - 清水朗
- ギャバン（アップ・第1話 - 第3話）[54]、補助[55] - 渡洋史
- ギャバン（トランポリン・一部）[21] - 大葉健二
- ギャバン [注釈 12] - 猿渡幸太郎
- 獣星人ダブルマン[57]  ｰ 剱持誠
- ベム怪獣[57] - 辻井啓嗣
- ホラーガール[58] - 長門美雪
- ダブルガール[59] - 津村ゆかり
- 戦闘員[60][注釈 13] - 蜂須賀祐一
- 怪人[56][注釈 14]、戦闘員[56] - 石垣広文
- 戦闘員クラッシャー[61]、補助[62]、他[61] - ショッカーO野
- その他 - 城谷光俊[63]

## スタッフ
- 原作 - 八手三郎
- 連載 - 『テレビマガジン』『おともだち』『たのしい幼稚園』『テレビランド』『冒険王』
- プロデューサー - 碓氷夕焼（テレビ朝日）、吉川進、折田至（第11話 - ）（東映）
- 脚本 - 上原正三、高久進、松下幹夫、阿部和江、永井達郎、筒井ともみ、林強生
- アクション監督 - 金田治、横山稔（ジャパン・アクション・クラブ）
- 監督 - 小林義明、奥中惇夫、田中秀夫、小笠原猛、服部和史
- 撮影 - 瀬尾脩、いのくままさお、松村文雄、西山誠
- 照明 - 嶋田宜代士、吉岡伝吉、国本正義
- 美術 - 宮国登
- キャラクターデザイン[注釈 15] - 増尾隆之、赤坂徹郎
- 音楽 - 渡辺宙明
- 仕上制作 - 映広音響
- 録音 - 太田克己
- 効果 - 大泉音映
- 選曲 - 村田好次
- 編集 - 菅野順吉
- 制作担当 - 佐久間正光（第1-7話）、市倉正男（第8-12,32,33話）、桐山勝（第13-31,34-44話）
- 進行 - 小迫進、川上正行、奈良場稔、桐山勝
- 助監督 - 坂本太郎、小笠原猛、南晃行、是沢邦男、服部光則、中井敏夫、小中肇、石田秀範
- 計測 - 松村文雄、小野寺修、小林啓二、望月真寿夫、岡垣亨、渡辺敏夫
- 記録 - 宮本衣子、木村てるみ、栗原節子、勝原成子、内藤美子
- 制作デスク - 寺崎英世
- 装置 - 東映美術センター
- 操演 - 羽鳥博幸
- 美粧 - 入江美粧
- 衣裳 - 東京衣裳
- 装飾 - 大晃商会
- 企画協力 - 企画者104
- イラスト - 野口竜
- キャラクター制作 - レインボー造型企画
- 車輌製作 - 十和モータース
- オートバイスタント - スリーチェイス
- 車輌協力 - 鈴木自動車工業
- 現像 - 東映化学
- 視覚効果 - デン・フィルム・エフェクト
- 合成 - チャンネル16
- 音楽制作 - あんだんて
- ビデオ合成 - 東通ecgシステム
- (株)特撮研究所
  - 操演 - 鈴木昶
  - 美術 - 大澤哲三 （EDでは「大澤哲二」と誤植）
  - 撮影 - 高橋政千
  - 照明 - 須崎文夫
- 特撮監督 - 矢島信男
- 制作 - テレビ朝日、東映、旭通信社

## 音楽
オープニングテーマとエンディングテーマは、当時の渡辺宙明が『大戦隊ゴーグルファイブ』と掛け持ちで音楽を担当していた関係から、差別化のためにと日本コロムビアのプロデューサーの木村宏による提案で作曲と編曲を別人が担当することになり、渡辺の推薦で馬飼野康二が起用された。
当初、本作品のBGMはレコード化が予定されておらず、それを知った渡辺は「何としてもレコードにする」と意気込み、豪華な楽器編成での楽曲制作を敢行した。そのため、予算の都合でモノラル録音を余儀なくされたが、渡辺の願いは叶い、1982年11月21日に『テレビオリジナルBGMコレクション 宇宙刑事ギャバン』（日本コロムビア CX-7072）としてレコード化された。
レーザーブレードのテーマとして知られる曲「襲撃II (B11)」は、本来はマクーの襲撃をイメージして作られたもの。実際に初期はそのような使い方もされており、『テレビオリジナルBGMコレクション 宇宙刑事ギャバン』では「マクーの攻撃」と題されたトラックに収録されている。しかし、ストリングスのリズムとトランペットのメロディーの掛け合いが生み出す独特の高揚感から、選曲の村田好次の発想で第17話からのレーザーブレードのシーンに多用されるようになった。その成功を受け、以降はクライマックスシーンの曲をこの曲調で注文されることが多くなり、後の『シャリバン』や『シャイダー』におけるレーザーブレードのテーマも同様の曲調で作られている他、同じく渡辺が音楽を手がけたテレビアニメ『光速電神アルベガス』の合体シーン、OVA『破邪大星ダンガイオー』の主役ロボ「ダンガイオー」の必殺技「サイキック・斬」、テレビアニメ『神魂合体ゴーダンナー!!』の敵襲撃時のテーマにも、この曲調が使用されている。
第11話から順次導入された挿入歌は、アルバム『宇宙刑事ギャバン ベストヒット曲集』として1982年6月21日にレコード化された。これは曲の合間に主演の大葉健二の語りが入るという構成で、後にスーパー戦隊シリーズ『忍風戦隊ハリケンジャー』などでも同様の構成のCDが製作された。放送から20年目に当たる2002年には、同レコードとBGM集を併せて『BEST HIT SONGS & ORIGINAL SOUNDTRACK』として復刻された。また、これとは別にヒット曲集から数曲抜粋され、LP片面のみにまとめられた『スーパーアクションサウンド』も発売された。ヒット集では大葉の一人語りであったが、こちらでは効果音もある新録のサウンドドラマが収録され、大葉の他に渡部猛や西尾徳も出演している。反対面は同じく「スーパーアクションサウンド 大戦隊ゴーグルファイブ」。
オープニングテーマ「宇宙刑事ギャバン」
作詞：山川啓介 / 作曲：渡辺宙明 / 編曲：馬飼野康二 / 歌：串田アキラ
毎回のオープニングのみならず、序盤を中心に主にテレビサイズのバージョンが挿入曲としても使用されている。また本曲ではサビ前に叫び声が挿入されており、しばしば「イー！イー！」と誤解されがちだが、正確には「ビーム！ビーム！」であり、放送当時の徳間書店刊行誌『テレビランド』における歌詞紹介にて「ビーム！」（1回）と記載されている他、後年作曲の渡辺や歌唱を手掛けた串田もそれを裏付ける発言を残している。

エンディングテーマ「星空のメッセージ」
作詞：山川啓介 / 作曲：渡辺宙明 / 編曲：馬飼野康二 / 歌：串田アキラ
- 串田は、「カッコつけて、上手く歌ってはいけない」とディレクターに言われたことから、歌謡曲のように細かく意味を捉えて抑揚を付けるのではなく、ボソボソと歌った感じであるという。

挿入歌
「青い地球は母の星」（第11、14、19、43話）
作詞：山川啓介 / 作曲・編曲・歌：ハーリー木村 / コーラス：川島和子
「父よ」（第11、41、43話）
作詞：山川啓介 / 作曲・編曲：渡辺宙明 / 歌：大葉健二
「チェイス！ギャバン」（第11、13、14、16、19 - 22、24、25、28、31 - 34、36、37、39 - 44話）
作詞：山川啓介 / 作曲・編曲：渡辺宙明 / 歌：串田アキラ
「スーパーヒーローぼくらのギャバン」（第12、15、19、23、24、26、32、35、38、39話）
作詞：山川啓介 / 作曲・編曲：渡辺宙明 / 歌：串田アキラ、こおろぎ'73
「輝く王者ドルギラン」（第12、14、15、17、19 - 21、32、41話）
作詞：上原正三 / 作曲・編曲・歌：ハーリー木村
「走れ！ギャバン」（第15、41、42話）
共作詞 / 小林義明、金田治 / 作曲・編曲：吉村浩二 / 歌：串田アキラ、こおろぎ'73
「電光石火ギャバン-DISCO GAVAN-」（第15話）
作詞：さがらよしあき / 作曲・編曲：吉村浩二 / 歌：串田アキラ&スペースキャッツ
「蒸着せよ！ギャバン」（第15、17 - 19、23、27、30、31、40話）
作詞：山川啓介 / 作曲・編曲：渡辺宙明 / 歌：串田アキラ、こおろぎ'73 / コーラス：川島和子

### 制作
1981年の春から秋にかけて、円谷プロダクションの「ウルトラシリーズ」（『ウルトラマン80』）と東映の「仮面ライダーシリーズ」（『仮面ライダースーパー1』）が一旦終了し、毎週放映されるヒーローが登場する特撮テレビ番組は「スーパー戦隊シリーズ」（当時の『太陽戦隊サンバルカン』）だけになった。翌1982年、従来のシリーズに頼らない新しいヒーローとして開始された番組が本作品である。ほぼ同時期には、後に「東映不思議コメディーシリーズ」と呼ばれる『ロボット8ちゃん』も企画・放映されており、共に東映特撮に新風を吹き込むことになる。
本作品の企画のきっかけとなったのは、宇宙のどこかで金属質のヒーローが剣を持ってたたずむ姿を描いた村上克司による1枚のプライベートイラストである。このイラストを見た東映の吉川進は、天才的デザイナーの石ノ森章太郎を欠いた顔ぶれで『仮面ライダー』を超える単体ヒーローの創造に挑戦するに当たって、大きな戦力となると判断した。
企画当時のタイトルは『宇宙刑事Z』。正式な設定上の武器であるレーザーZビームとコンバットスーツにZの文字を彷彿させる黒のラインに、その名残がある。また、これ以外にも「ギンジロウ」「ギンブリッド」などのタイトル案があった。決定名称「ギャバン」はフランスの俳優ジャン・ギャバンからとった(エポニム)。著名な西洋人俳優の名を借りた理由は、既存の商標登録を回避しようとすると長い名前になってしまうので、日本語名称が使いづらいためである。この命名路線は『時空戦士スピルバン』まで継承された。
主演にはスーパー戦隊シリーズ『バトルフィーバーJ』・『電子戦隊デンジマン』で戦隊メンバーを演じ、当時のJACでエース格の大葉健二が起用され、変身前でも過激なアクションシーンが盛り込まれた。大葉によれば本作品は「スポンサーが年月をかけ温めに温めた念願の作品」であり、「テレビ局、東映のプロデューサーの方たちが自分の首を賭けている作品」である。また、鈴木武幸によると「過去最高の制作費を投入」した作品であり、「凶と出たら、2度と特撮の新ヒーローは生み出せないほど」の予算額だったことを後に述懐している。
技術的にも後述する真空蒸着技術がスーツ製作に応用されたほか、それまで実験的に使われていた立体的な合成を可能とする東通ecgシステムのビデオ合成がふんだんに取り入れられるなどといった試みがなされている。
ドラマ設定面においては、メインライターの上原正三が本作品の数年前に原作を担当した漫画『銀河の女王スーパーレディー』との複数の共通項が存在し、同作品が本作品の原案となったとする指摘もある。
パイロット監督の小林義明は、宇宙スケールのヒーローであることから近未来的な背景をイメージし、西新宿の高層ビル群や大井埠頭の埋立地などでロケを行っている。
元々、画期的な番組として注目され、放映開始時および続編に大葉がギャバン隊長として出演すると決まった時にはワイドショーで記者会見の模様が放映されるなど、注目を集めていた。第43話は反響が特に大きく、東映に電話などが殺到したという。
一方、大葉によるとテレビ局からスタッフには、「視聴率が2桁以上行かなければ首だ」という条件が課せられていた。第2話の撮影が終わった当時、東映プロデューサーの吉川進やテレビ局のプロデューサーからそれを聞かされた大葉は「命を懸けます」と宣言し、以降の撮影では激しいアクションシーンを多く取り入れるようにしたという。これは、本作品の時間帯における主人公が『キャンディ・キャンディ』以降は女ばかりであり、本作品は「男のヒーローでは弱すぎる！」とテレビ局から懸念されていたためである。このような状況下で本作品は成功し、平均視聴率が14.9%と前番組『ハロー!サンディベル』の12.1%を上回った。また、大葉によると「裏番組と1・2位の視聴率で戦えた」としている。最高視聴率は第24話の18.6%。
なお、後年に大葉が答えたインタビューによれば、作中でギャバンがヒロインのミミーと仲が良かったことに嫉妬したファンから、ギャバン宛てのファンレターに「毒」と称する白い粉が同封されてきたこともあったが、公にすると問題に発展して番組に影響が出るかもしれないため、プロデューサーと申し合わせて内緒にしていたという。

## 放送日程
| 放送日         | 放送回 | サブタイトル                         | 登場ダブルマン、ベム怪獣、ダブルモンスター、その他                                                                    | 脚本            | 監督     |
| -------------- | ------ | ------------------------------------ | --- | --------------- | -------- |
| 1982年03月05日 | 1      | 東京地底の怪要塞                     | - シャコモンスター（声：渡部猛） - ダブルマン・ゾンビA（声：渡部猛）                                                  | 上原正三        | 小林義明 |
| 3月12日        | 2      | 盗まれた日本列島                     | - ガマラモンスター（声：青森伸） - ダブルマン・ゾンビA（人間態（船員）、声：栗原敏）                                  | 上原正三        | 小林義明 |
| 3月19日        | 3      | 大変だ！黒星博士のベム計画を阻止せよ | - コンドルモンスター（声：大山豊） - ダブルマン・ゾンビA（人間態（黒星博士）、声：石橋雅史）                          | 上原正三        | 小林義明 |
| 3月26日        | 4      | 死を呼ぶ魔人兜                       | - サソリモンスター（声：依田英助） - ダブルマン・マッド（人間態（神永教授）、声：宇南山宏）                           | 上原正三        | 奥中惇夫 |
| 4月09日        | 5      | ミミーは泣く 猛毒コブラ弾が烈に命中  | - ドクジャモンスター（声：渡部猛） - ダブルマン・スペクタル（人間態（ジョー・スミス）：ラシム・ワハブ、声：広森信吾） | 上原正三        | 奥中惇夫 |
| 4月16日        | 6      | 魔空塾の天才たち                     | - オオマダコモンスター（声：西尾徳） - ダブルマン・ゾンビA（人間態（大天才塾塾長）、声：うえだ峻）                    | 上原正三        | 小林義明 |
| 4月30日        | 7      | 怪物がひそむ花びらに少女は口づけした | - サムライアリモンスター（声：西尾徳） - ダブルマン・ゾンビA（人間態（郷原）：黒部進、声：西尾徳）                    | 上原正三        | 小林義明 |
| 5月07日        | 8      | 正義か悪魔か？銀マスク大ヒーロー     | - カエンザルモンスター（声：大山豊） - ダブルマン・メルカン（人間態（荒山編集長）、声：岩城力也）                     | 上原正三        | 奥中惇夫 |
| 5月14日        | 9      | 美しい人形スパイ                     | - ダブルマン・ヒドラ（声：大矢兼臣）                                                                                  | 上原正三        | 奥中惇夫 |
| 5月28日        | 10     | 人間クラッシャー部隊を撃破せよ！     | - ニジチョウモンスター（声：大山豊） - ダブルマン・ゾンビB（人間態（小島俊）：新井和夫、声：栗原敏）                  | 上原正三        | 奥中惇夫 |
| 6月04日        | 11     | 父は生きているのか？謎のSOS信号      | - アルマジロモンスター（声：西尾徳） - ダブルマン・ゾンビC（声：西尾徳）                                              | 上原正三        | 田中秀夫 |
| 6月11日        | 12     | 遊園地へ急行せよ！UFO少年大ピンチ    | - ゴートモンスター（声：大宮悌二） - ダブルマン・バッド（声：大宮悌二）                                               | 上原正三        | 田中秀夫 |
| 6月18日        | 13     | 危うし烈！大逆転                     | - サイダブラー（声：依田英助） - サイモンスター（声：依田英助） - ダブルマン・リノマン（声：潮健児）                  | 上原正三        | 奥中惇夫 |
| 6月25日        | 14     | 愛と悲しみの別れ とどめの一撃!!      | - サイダブラー（人間態（怪紳士）：潮健児、声：依田英助）                                                              | 上原正三        | 奥中惇夫 |
| 7月02日        | 15     | 幻？影？魔空都市                     | - シャモダブラー（人間態（医師）：平松慎吾、声：依田英助） - 再生ベム怪獣軍団                                         | 上原正三        | 小林義明 |
| 7月09日        | 16     | 初恋は宝石の輝き さようなら銀河特急  | - カマダブラー（人間態（大男）：長江英和、声：依田英助）                                                              | 上原正三        | 小林義明 |
| 7月16日        | 17     | 走る時限爆弾！白バイに乗った暗殺者   | - ヒョウダブラー（人間態（大条寺豪）、声：藤堂新二）                                                                  | 高久進          | 小林義明 |
| 7月23日        | 18     | 乙姫様コンテスト ハチャメチャ竜宮城  | - アオガメダブラー（人間態（亀田博士）、声：梅津栄）                                                                  | 上原正三        | 奥中惇夫 |
| 7月30日        | 19     | 午前6時蒸着！ Zビームチャージ完了    | - キョウリュウダブラー（人間態（黒ずくめの男）：大西徹哉、声：依田英助）                                              | 上原正三        | 奥中惇夫 |
| 8月06日        | 20     | なぞ？の救急病院！人類の大滅亡が迫る | - ケラダブラー（人間態（医師）、声：上田耕一）                                                                        | 松下幹夫        | 田中秀夫 |
| 8月20日        | 21     | 踊ってチクリ大ピンチ ハニー作戦よ！  | - ミツバチダブラー（人間態（ハニー萬田）、声：曽我町子）                                                              | 上原正三        | 田中秀夫 |
| 9月03日        | 22     | 黄金仮面と妹 太陽に向って走るヨット  | - クラゲダブラー（人間態（石黒幸造）、声：福山象三、鳴き声：丸山詠二）                                                | 上原正三        | 小林義明 |
| 9月10日        | 23     | 闇を裂く美女の悲鳴！霧の中の幽霊馬車 | - クモダブラー（人間態（怪紳士）：山本昌平、声：依田英助）                                                            | 上原正三        | 小林義明 |
| 9月17日        | 24     | ミミーの悪夢か!? 吠える切り裂き魔獣  | - サーベルダブラー（声：西尾徳）                                                                                      | 上原正三        | 田中秀夫 |
| 10月01日       | 25     | 怪しくゆらめく水中花 わかばが危ない  | - ゴシキダブラー（人間態（水島コーチ）：高橋みどり、声：鳳芳野）                                                      | 阿部和江        | 田中秀夫 |
| 10月08日       | 26     | 人形は見た!! 毒ガス殺人部隊の正体    | - ガスダブラー（人間態（一宮教授）：頭師孝雄、声：西尾徳）                                                            | 上原正三        | 小林義明 |
| 10月15日       | 27     | 先生たちが変だ！学校は怪奇がいっぱい | - ジャアクダブラー（人間態（双葉ヶ丘小学校校長）：汐路章、声：依田英助）                                              | 上原正三        | 小林義明 |
| 10月22日       | 28     | 暗黒の宇宙の海 さまよえる魔女モニカ  | - ハッコツダブラー（声：依田英助）                                                                                    | 高久進 永井達郎 | 田中秀夫 |
| 10月29日       | 29     | 電撃マジック合戦！暗殺のプログラム   | - マジックダブラー（人間態（ポール一星）：中田博久、声：大宮悌二）                                                    | 上原正三        | 田中秀夫 |
| 11月05日       | 30     | ドンホラーの息子が魔空城に帰って来た | - ケイビダブラー（声：依田英助） - サン・ドルバ                                                                       | 上原正三        | 小林義明 |
| 11月12日       | 31     | 天使の歌が聞こえる 人形にされた王女  | - サイミンダブラー（人間態：潮健児、声：西尾徳） - 追跡ロボットX                                                      | 上原正三        | 小林義明 |
| 11月19日       | 32     | 謎の地底迷路 ターゲットはWX-1        | - トツゲキダブラー（声：依田英助）                                                                                    | 上原正三        | 田中秀夫 |
| 11月26日       | 33     | 新怪物誕生 エイリアンを拾った少年    | - カイブツダブラー（声：依田英助）                                                                                    | 上原正三        | 田中秀夫 |
| 12月03日       | 34     | 思い出は星の涙 父のない子 母のない子 | - ドクターダブラー（人間態（院長）：太刀川寛、声：依田英助）                                                          | 上原正三        | 小笠原猛 |
| 12月10日       | 35     | マクーの若獅子 サンドルバの反抗      | - ガッツダブラー（声：西尾徳） - ダブルマン・ゾンビ（声：丸山詠二） - ロボットダブラー                                | 上原正三        | 小笠原猛 |
| 12月17日       | 36     | 恨みのロードショー 撮影所は魔空空間  | - ウラミダブラー（人間態（高月あずさ）：麻丘あゆみ、声：向殿あさみ）                                                  | 上原正三        | 田中秀夫 |
| 12月24日       | 37     | おてんばひょうきん姫の地球冒険旅行   | - アナホリダブラー（人間態（大司教、現場監督）：天本英世、声：依田英助）                                              | 筒井ともみ      | 田中秀夫 |
| 1983年01月14日 | 38     | 包囲された輸送部隊 正義の太陽剣      | - ギャングダブラー（声：依田英助）                                                                                    | 上原正三        | 服部和史 |
| 1月21日        | 39     | 学校から帰ったらぼくの家はマクー基地 | - ノットリダブラー（人間態（配達員）：原口剛、声：西尾徳）                                                            | 上原正三        | 服部和史 |
| 1月28日        | 40     | 死の谷の大決戦 君も宇宙刑事だ！      | - ヨウカイダブラー（人間態（ホットドッグ店の店員）：植村由美、声：依田英助）                                          | 筒井ともみ      | 小笠原猛 |
| 2月04日        | 41     | 魔空都市は男の戦場 赤い生命の砂時計  | - ジゴクダブラー（声：西尾徳）                                                                                        | 林強生          | 小笠原猛 |
| 2月11日        | 42     | 烈よ急げ！父よ                       | - バファローダブラー（声：依田英助） - ハンターキラー                                                                 | 上原正三        | 田中秀夫 |
| 2月18日        | 43     | 再会                                 | - | 上原正三        | 田中秀夫 |
| 2月25日        | 44     | ドンホラーの首                       | - ドン・ホラー - サン・ドルバ - 魔女キバ                                                                              | 上原正三        | 田中秀夫 |

## 放送局
系列は本放送当時のものを使用。
| 放送対象地域  | 放送局             | 系列                                                          | 放送時間           | 備考                             |
| ------------- | ------------------ | ------------------------------------------------------------- | ------------------ | -------------------------------- |
| 関東広域圏    | テレビ朝日         | テレビ朝日系列                                                | 金曜 19:30 - 20:00 | 制作局                           |
| 北海道        | 北海道テレビ       | テレビ朝日系列                                                |                    |                                  |
| 岩手県        | 岩手放送           | TBS系列                                                       | 金曜 17:30 - 18:00 |                                  |
| 秋田県        | 秋田放送           | 日本テレビ系列                                                |                    |                                  |
| 山形県        | 山形放送           | 日本テレビ系列 テレビ朝日系列                                 | 火曜 17:30 - 18:00 |                                  |
| 宮城県        | 東日本放送         | テレビ朝日系列                                                | 金曜 19:30 - 20:00 |                                  |
| 福島県        | 福島放送           | テレビ朝日系列                                                | 金曜 19:30 - 20:00 |                                  |
| 新潟県        | 新潟総合テレビ     | フジテレビ系列 テレビ朝日系列                                 | 火曜 16:55 - 17:25 |                                  |
| 長野県        | テレビ信州         | 日本テレビ系列 テレビ朝日系列                                 |                    |                                  |
| 山梨県        | テレビ山梨         | TBS系列                                                       |                    |                                  |
| 静岡県        | 静岡けんみんテレビ | テレビ朝日系列                                                |                    |                                  |
| 富山県        | 北日本放送         | 日本テレビ系列                                                | 金曜 17:30 - 18:00 | 1983年2月4日から12月16日まで放送 |
| 石川県        | 北陸放送           | TBS系列                                                       | 水曜 17:00 - 17:30 |                                  |
| 福井県        | 福井放送           | 日本テレビ系列                                                | 木曜 17:00 - 17:30 |                                  |
| 中京広域圏    | 名古屋テレビ       | テレビ朝日系列                                                |                    |                                  |
| 近畿広域圏    | 朝日放送           | テレビ朝日系列                                                |                    |                                  |
| 島根県 鳥取県 | 山陰放送           | TBS系列                                                       |                    |                                  |
| 広島県        | 広島ホームテレビ   | テレビ朝日系列                                                |                    | [ 注釈 38 ]                      |
| 山口県        | テレビ山口         | TBS系列 フジテレビ系列                                        |                    |                                  |
| 香川県 岡山県 | 瀬戸内海放送       | テレビ朝日系列                                                |                    |                                  |
| 愛媛県        | テレビ愛媛         | フジテレビ系列                                                |                    |                                  |
| 高知県        | 高知放送           | 日本テレビ系列                                                |                    |                                  |
| 徳島県        | 四国放送           | 日本テレビ系列                                                |                    |                                  |
| 福岡県        | 九州朝日放送       | テレビ朝日系列                                                |                    |                                  |
| 熊本県        | テレビ熊本         | フジテレビ系列 テレビ朝日系列 日本テレビ系列（1982年4月まで） |                    |                                  |
| 宮崎県        | テレビ宮崎         | フジテレビ系列 日本テレビ系列 テレビ朝日系列                  |                    |                                  |
| 鹿児島県      | 鹿児島放送         | テレビ朝日系列                                                |                    | 1982年10月開局から               |
| 沖縄県        | 沖縄テレビ         | フジテレビ系列                                                |                    |                                  |

## ネット配信
- 東映特撮YouTube Official
  - 2011年8月1日 - 2012年1月1日
  - 2013年5月6日 - 10月6日
  - 2016年12月8日 - 2017年5月11日
  - 2022年3月22日 - 8月16日

## 他媒体展開
『宇宙刑事ギャバン THE MOVIE』での新規キャラクターのみが登場する作品は宇宙刑事ギャバン THE MOVIE#他媒体展開を参照。

### 映像ソフト化
いずれも発売元は東映ビデオ。
ビデオ
1986年10月から1989年9月にかけて、全14巻（VHS、セル・レンタル共通）がリリースされている。全話収録だが、当初は傑作選の予定だったため、収録順は放送順と一致していない。
LD
1996年6月21日から1997年4月21日にかけて、全6巻が発売された。各巻2枚組・8話（Vol.6のみ1枚・4話）収録。
DVD
2002年10月21日から11月21日にかけて、全4巻が発売された。各巻2枚組・11話収録。このうちVol.1とVol.2、Vol.3とVol.4はそれぞれ同時リリース。また2012年9月21日から11月21日にかけて、全8巻のDVDが発売された。各巻1枚・奇数巻は6話、偶数巻は5話収録。
2012年9月21日にメタルヒーローシリーズおよびそれを含む宇宙刑事シリーズ30周年記念として、『宇宙刑事ギャバンメモリアル 30年目の再会』を発売。
Blu-ray
2017年1月11日から3月8日にかけて、全2巻が発売された。各巻4枚組・22話収録。

### 他テレビシリーズ
宇宙刑事シャリバン
宇宙刑事シャイダー
いずれも本作品と世界観を共有しており、ギャバン/一条寺烈をはじめとする本作品のキャラクターが登場。

### 映画作品
『海賊戦隊ゴーカイジャーVS宇宙刑事ギャバン THE MOVIE』
2012年1月21日公開。ギャバン/一条寺烈が登場。
『宇宙刑事ギャバン THE MOVIE』
2012年10月20日公開。ギャバン/一条寺烈やコム長官が登場。新ギャバンも登場。

### プラネタリウム映画
『仮面ライダーフォーゼ&宇宙刑事ギャバン ゴールドディスクを守れ!』
2013年4月27日以降公開。ギャバン/一条寺烈が登場。

### オリジナルDVD
『特命戦隊ゴーバスターズvsビートバスターvsJ』
ギャバン/一条寺烈が登場。

### 漫画作品
宇宙刑事ギャバン
作画：のなかみのる（テレビマガジン連載）
宇宙刑事ギャバン 黒き英雄
脚本：小林雄次、構成・演出：藤沢とおる、作画：太田正樹
ギャバン/一条寺烈やコム長官やミミーが登場。
その他放送当時の児童誌にいくつかマンガ版が掲載されていた。

### 小説作品
宇宙刑事ギャバン THE NOVEL
ギャバン/一条寺烈やコム長官やミミーが登場。

### ゲーム作品
スーパーヒーロー作戦（1999年）
宇宙刑事がウルトラマンやガンダムと共演するPlayStation用ゲーム。
スーパー特撮大戦2001（2001年）
宇宙刑事がウルトラマンや仮面ライダーなどの特撮ヒーローと共演するPlayStation用ゲーム。
宇宙刑事魂
宇宙刑事シリーズを題材とするPlayStation 2用ゲーム。
ストリートファイター オンライン マウスジェネレーション
オンライン対応の対戦型格闘ゲーム。ギャバンが参戦する。
宇宙刑事リターンズ
宇宙刑事シリーズを題材とするソーシャルゲーム。GREE・Mobage・SP版mixiゲームに対応している。
スーパーロボット大戦X-Ω
「スーパーロボット大戦シリーズ」の一作であるスマートフォン用ゲームアプリ。第4期参戦作品として、2018年9月より登場。
ギャバンの声は大葉健二による新規収録音声が使用されている。

### パチスロ
パチスロ
2009年3月には本作品をモチーフとした機種が銀座から発表され、ホールで稼動を開始。このパチスロの宣伝イベント用に製作されたスーツは後に映画『海賊戦隊ゴーカイジャーVS宇宙刑事ギャバン THE MOVIE』でも使用されている。

## トピックス
- フランスでは『X-OR』というタイトルで本作品が放送されており、後に大葉健二が千葉真一と共にフランスを訪れた際には、現地在住の日本人家族からレストランで声をかけられたという（この時本人たちはフランスで放送されていたことを知らなかった）。千葉はその家族の男児へ「ボクは、ギャバンのお父さんなんだよ」と余裕ある対応を見せたとのこと[91]。
- 劇中のイラストなどで登場していたボイサーの宇宙船は、『ナショナルキッド』におけるインカ金星人の母艦ミニチュアが東映テレビプロダクションの倉庫に保管されていたことから、『キカイダー01』における空中戦艦への流用を経て、『宇宙刑事ギャバン』でもボイサーの宇宙船として流用されることになった。また、マクー戦闘円盤のミニチュアと変身シーンの雷雲の映像とワープシーンの映像は後に、『宇宙からのメッセージ』の流用映像をメインにしたセガのレーザーディスクゲーム『アストロンベルト』における、敵側の戦闘機とステージの映像として流用された。
- 日本テレビ系列で放送されたテレビドラマ『マイ☆ボス マイ☆ヒーロー』の放送期間中、同局の朝の情報番組『ズームイン!!サタデー』内での番宣企画コーナーにおいて、主演の長瀬智也へのドッキリ企画として宇宙刑事ギャバンの生出演と大葉健二のビデオ出演が行われた。「ギャバンが学校の屋上で蒸着ポーズを行う」「教室の椅子に座り長瀬が教室に入ってくるのを待っていた」「蒸着ポーズで机に足がぶつかる」などがあり、大葉のビデオ出演に本作品のファンである長瀬は驚いていた。
- 現在[いつ?]アトラクションショーで使用されているスーツは2003年に三井グリーンランドでのショー用に新調されたものである。